# Gauchin-Verloingt
Gauchin-Verloingt és un municipi francès situat al departament del Pas de Calais i a la regió dels Alts de França. L'any 2007 tenia 918 habitants.

## Demografia

### Població
El 2007 la població de fet de Gauchin-Verloingt era de 918 persones. Hi havia 259 famílies de les quals 32 eren unipersonals (8 homes vivint sols i 24 dones vivint soles), 73 parelles sense fills, 122 parelles amb fills i 32 famílies monoparentals amb fills.
La població ha evolucionat segons el següent gràfic:
Habitants censats

### Habitatges
El 2007 hi havia 284 habitatges, 261 eren l'habitatge principal de la família, 10 eren segones residències i 12 estaven desocupats. 277 eren cases i 3 eren apartaments. Dels 261 habitatges principals, 189 estaven ocupats pels seus propietaris, 72 estaven llogats i ocupats pels llogaters i 1 estava cedit a títol gratuït; 2 tenien una cambra, 2 en tenien dues, 34 en tenien tres, 75 en tenien quatre i 148 en tenien cinc o més. 244 habitatges disposaven pel capbaix d'una plaça de pàrquing. A 111 habitatges hi havia un automòbil i a 127 n'hi havia dos o més.

### Piràmide de població
La piràmide de població per edats i sexe el 2009 era:
| Homes | Edats   | Dones |
| ----- | ------- | ----- |
| 0     | 95 o +  | 12    |
| 4     | 90 a 94 | 28    |
| 12    | 85 a 89 | 12    |
| 0     | 80 a 84 | 20    |
| 8     | 75 a 79 | 8     |
| 28    | 70 a 74 | 28    |
| 12    | 65 a 69 | 8     |
| 12    | 60 a 64 | 8     |
| 4     | 55 a 59 | 12    |
| 24    | 50 a 54 | 24    |
| 16    | 45 a 49 | 24    |
| 36    | 40 a 44 | 44    |
| 20    | 35 a 39 | 20    |
| 28    | 30 a 34 | 32    |
| 24    | 25 a 29 | 32    |
| 24    | 20 a 24 | 28    |
| 36    | 15 a 19 | 52    |
| 36    | 10 a 14 | 52    |
| 16    | 5 a 9   | 40    |
| 28    | 0 a 4   | 20    |

## Economia
El 2007 la població en edat de treballar era de 522 persones, 341 eren actives i 181 eren inactives. De les 341 persones actives 311 estaven ocupades (168 homes i 143 dones) i 30 estaven aturades (11 homes i 19 dones). De les 181 persones inactives 34 estaven jubilades, 70 estaven estudiant i 77 estaven classificades com a «altres inactius».

### Ingressos
El 2009 a Gauchin-Verloingt hi havia 260 unitats fiscals que integraven 751,5 persones, la mediana anual d'ingressos fiscals per persona era de 15.548 €.

### Activitats econòmiques
Dels 25 establiments que hi havia el 2007, 1 era d'una empresa de fabricació d'altres productes industrials, 4 d'empreses de construcció, 5 d'empreses de comerç i reparació d'automòbils, 2 d'empreses de transport, 2 d'empreses d'hostatgeria i restauració, 2 d'empreses financeres, 3 d'empreses immobiliàries, 4 d'empreses de serveis i 2 d'empreses classificades com a «altres activitats de serveis».
Dels 5 establiments de servei als particulars que hi havia el 2009, 2 eren guixaires pintors, 2 fusteries i 1 empresa de construcció.
L'any 2000 a Gauchin-Verloingt hi havia 3 explotacions agrícoles.

## Equipaments sanitaris i escolars
El 2009 hi havia 1 hospital de tractaments de curta durada, 1 hospital de tractaments de mitja durada (seguiment i rehabilitació), 1 un hospital de tractaments de llarga durada i 1 psiquiàtric.
El 2009 hi havia una escola elemental.

## Poblacions més properes
El següent diagrama mostra les poblacions més properes.